# San Antonio Nanahuatípam
San Antonio Nanahuatípam är en kommun i Mexiko.   Den ligger i delstaten Oaxaca, i den sydöstra delen av landet, 250 km sydost om huvudstaden Mexico City.
Följande samhällen finns i San Antonio Nanahuatípam:
- San Gabriel Casa Blanca
- Inspectoría Independencia Guadalupe